# Asarum epigynum
Asarum epigynum är en piprankeväxtart som beskrevs av Bunzo Hayata. Asarum epigynum ingår i släktet hasselörter, och familjen piprankeväxter. Inga underarter finns listade i Catalogue of Life.